# Gerhard Larsson (1910–1990)
Nils Gerhard Larsson, född 6 juni 1910 i Häggum, Skaraborgs län, död 16 maj 1990 i Göteborgs Annedals församling, Göteborg, var en svensk målare.
Han var son till lantbrukaren Johan Larsson och Anna Johansson. Larsson studerade för Sigfrid Ullman och Nils Nilsson vid Valands målarskola i Göteborg 1936–1942 samt vid Académie de la Grande Chaumière i Paris under kortare perioder 1949–1952. Hans första och enda separatutställning skedde i Göteborg 1949. Den betecknades som ett genombrott av ovanligt slag och anbuden strömmade in från konstgallerierna i Stockholm. Han medverkade i samlingsutställningar i Stockholm och Göteborg, samt på flera mindre städer i Sverige. Hans konst består av expressiva landskap, stilleben och porträtt. Larsson är representerad vid Göteborgs konstmuseum och Borås konstmuseum. Han är begravd på Häggums kyrkogård.